# Ariel Olascoaga
Ariel Olascoaga Gutiérrez (Treinta y Tres, 26 agosto 1929 – 22 agosto 2010) è stato un cestista uruguaiano.

## Carriera
Con l'Uruguay ha disputato i Giochi olimpici di Melbourne 1956.